# Blimp (Kamera)

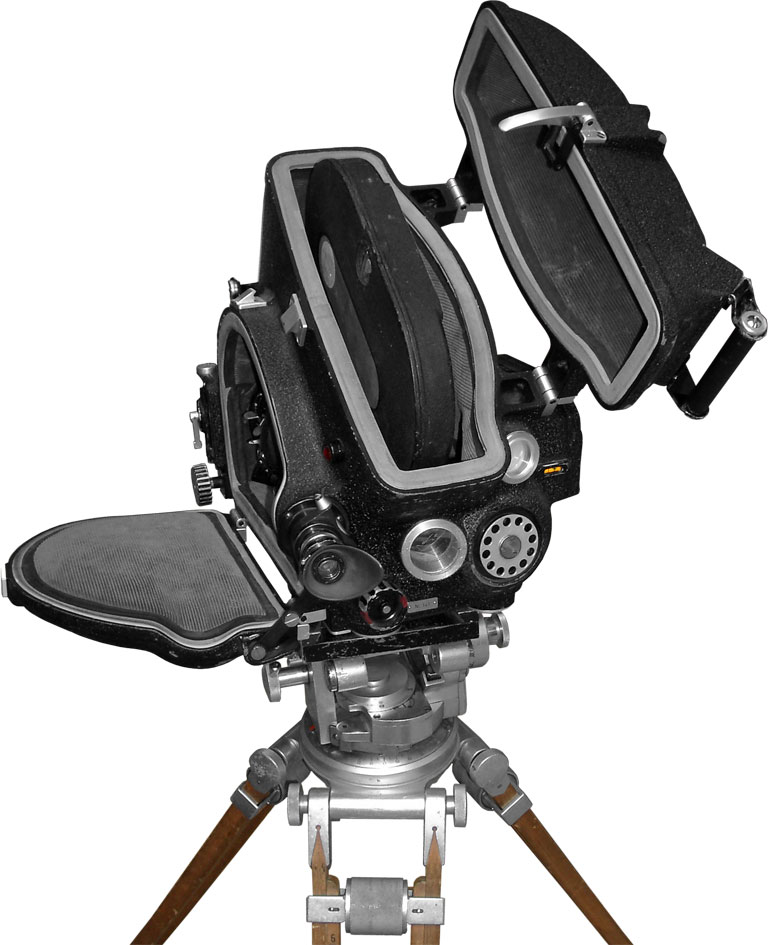
16-mm-Filmkamera in einem geöffneten Blimp

Als Blimp oder Sound Blimp bezeichnet man die schalldämmende Ummantelung einer Filmkamera, die eingesetzt wird, um das für Tonaufnahmen störende Laufgeräusch der Kamera zu unterdrücken. „Blimp“ ist ein amerikanischer Slangausdruck für „Fettsack“ (eigentlich Prallluftschiff) und wird hier in Anspielung auf die – vor allem in der Anfangszeit – recht voluminösen Gehäuse benutzt.

## Geschichte
Mit der zunehmenden Verbreitung des Tonfilms ab 1927 wurden die Kameras bei Tonaufnahmen zunächst in unhandliche schallgedämmte Kästen verbannt. Ab 1953 wurden Ummantelungen aus  glasfaserverstärktem Kunststoff entwickelt, die sich in der Form und Größe den Kameras anpassten. Auch diese waren zunächst noch sehr unhandlich und behinderten die Kameraleute bei der Arbeit. Erst 1957 entstand für die Arriflex 35 Iib ein Blimp, in den die Kamera mit wenigen Umbauten eingebaut werden konnte und der den Kameraleuten einen ungehinderten Zugriff auf alle wichtige Funktionen ermöglichte.
Waren die ersten Blimps noch Zusatzausrüstung, die nach Bedarf an die Kameras an- und abgebaut werden konnte, sind moderne Filmkameras zumeist selbstgeblimpt, das heißt, sie sind so konstruiert, dass sie ohne zusätzliche Anbauten laufleise sind. Erste selbstgeblimpte Kameras waren die Debrie Super Parvo (1933) sowie die Mitchell BNC (1934).
Auch für Standbildkameras (Fotoapparate) gibt es Blimps als Zubehör, die eingesetzt werden, wenn das Auslösegeräusch der Kamera stört, z. B. bei Tieraufnahmen oder im Theater.